# Psyllaephagus ornatus
Psyllaephagus ornatus är en stekelart som beskrevs av Prinsloo 1981. Psyllaephagus ornatus ingår i släktet Psyllaephagus och familjen sköldlussteklar. Inga underarter finns listade i Catalogue of Life.